# Lijst van rivieren in Kentucky
Dit is een lijst van rivieren in Kentucky.
- Barren River
- Beech Fork River
- Big Sandy River
- Blood River
- Chaplin River
- Clarks River
- Cumberland River
- Dix River
- Floyds Fork River *Gasper River
- Green River
- Kentucky River
- Laurel River
- Levisa Fork River
- Licking River
- Little Barren River
- Little Kentucky River
- Little River
- Little Sandy River
- Middle Fork Kentucky River
- Mississippi River
- Mud River
- Nolin River
- North Fork Kentucky River
- Ohio River
- Pond River
- Red Bird River
- Red River (oost Kentucky)
- Red River (west Kentucky)
- Rockcastle River
- Rolling Fork River
- Rough River
- Russell Fork River
- Salt River
- South Fork Kentucky River
- Tennessee River
- Tradewater River
- Tug Fork River
- Wolf River

Alabama · Alaska · Arizona · Arkansas ·  Californië · Colorado · Connecticut · Delaware · Florida · Georgia · Hawaï · Idaho ·  Illinois · Indiana · Iowa · Kansas · Kentucky · Louisiana · Maine · Maryland · Massachusetts · Michigan · Minnesota · Mississippi · Missouri · Montana · Nebraska · Nevada · New Hampshire · New Jersey · New Mexico · New York ·  North Carolina · North Dakota · Ohio · Oklahoma · Oregon · Pennsylvania · Rhode Island · South Carolina · South Dakota · Tennessee · Texas · Utah · Vermont · Virginia · Washington (staat) · Washington D.C. · West Virginia · Wisconsin · Wyoming